# نوري ذياب
نوري ذياب شريمط هو لاعب كرة قدم عراقي سابق ، ولد سنة 1943، وتوفي في 22 حزيران 2020.

## مسيرته الرياضية
لعب مهاجما في نادي الفرقة الثالثة، كما مثل المنتخب العسكري العراقي والمنتخب الوطني لمدة أكثر من عشر سنوات.
اقيمت له مباراة اعتزال اقامها له نادي الجيش عام 1975 وكانت بين الفرقة الثالثة والقوة الجوية في بطولة كأس الجيش ولعب الشوط الأول كاملا مع شدراك يوسف والذي اعتزل بنفس المباراة وانتهت بفوز الجوية بهدفين مقابل هدف واحد.
بعد الاعتزال درب الفرقة الثالثة سنة واحدة واصبح اسم الفريق نادي صلاح الدين وأحرز بطولة الجمهورية عام 1979 وكانت المباراة النهائية مع نادي كركوك في ملعب الشعب وانتهت لصالح نادي صلاح الدين بخمسة أهداف مقابل ثلاثة بفارق ضربات الجزاء، وبعد ذلك صعد بفريق صلاح الدين من الدرجة الثانية إلى الأولى وبقي مع الفريق لستة مواسم ودرب شباب الجيش من سنة 1982 إلى 1990 حيث أحيل على التقاعد.

## إنجازاته
من أبرز إنجازاته:
- بطولة الجيوش العربية في سوريا عام 1965
- المركز الأول في كأس العرب 1966 في بغداد، وقد سجل ستة أهداف في مرمى منتخب البحرين في 5 نيسان 1966
- المركز الثاني في بطولة معرض طرابلس الدولي سنة 1966 في ليبيا
- المركز الأول في بطولة معرض طرابلس الدولي سنة 1967 في ليبيا

## الأهداف الدولية
أهداف العراق أولا.
| التسلسل | التاريخ              | الملعب                    | الفريق المقابل | الهدف | النتيجة | البطولة                                               |
| ------- | -------------------- | ------------------------- | -------------- | ----- | ------- | ----------------------------------------------------- |
| 1.      | 4 نيسان 1966         | ملعب الكشافة، بغداد       | الأردن         | 2–1   | 3–1     | كأس العرب 1966                                        |
| 2.      | 5 نيسان 1966         | ملعب الكشافة، بغداد       | البحرين        | 1–1   | 10–1    | كأس العرب 1966                                        |
| 3.      | 5 نيسان 1966         | ملعب الكشافة، بغداد       | البحرين        | 2–1   | 10–1    | كأس العرب 1966                                        |
| 4.      | 5 نيسان 1966         | ملعب الكشافة، بغداد       | البحرين        | 3–1   | 10–1    | كأس العرب 1966                                        |
| 5.      | 5 نيسان 1966         | ملعب الكشافة، بغداد       | البحرين        | 4–1   | 10–1    | كأس العرب 1966                                        |
| ب       | 7 آذار 1967          | طرابلس                    | ليبيا (ب)      | 2–0   | 1–4     | بطولة معرض طرابلس الدولي سنة 1967 بمشاركة المنتخب (ب) |
| 6.      | 16 كانون الثاني 1968 | ملعب سوباتشالاساي، بانكوك | تايلاند        | 1–0   | 4–0     | تصفيات كرة القدم في الألعاب الأولمبية الصيفية 1968    |
| 7.      | 16 كانون الثاني 1968 | ملعب سوباتشالاساي، بانكوك | تايلاند        | 3–0   | 4–0     | تصفيات كرة القدم في الألعاب الأولمبية الصيفية 1968    |
| 8.      | 18 كانون الثاني 1968 | ملعب سوباتشالاساي، بانكوك | إندونيسيا      | 1–1   | 1–2     | تصفيات كرة القدم في الألعاب الأولمبية الصيفية 1968    |
| 9.      | 20 كانون الثاني 1968 | ملعب سوباتشالاساي، بانكوك | تايلاند        | 1–1   | 1–2     | تصفيات كرة القدم في الألعاب الأولمبية الصيفية 1968    |
| 10.     | 22 كانون الثاني 1968 | ملعب سوباتشالاساي، بانكوك | إندونيسيا      | 1–1   | 1–1     | تصفيات كرة القدم في الألعاب الأولمبية الصيفية 1968    |
| 11.     | 7 آذار 1969          | ملعب آزادي، طهران         | إيران          | 1–0   | 1–2     | بطولة الصداقة 1969                                    |

في آذار 1966، سجل الهدف الرابع لبغداد الأهلي في مرمى فريق شنغهاي الصيني في المباراة التي أقيمت في بغداد وانتهت بنتيجة 1-4 لصالح منتخب بغداد.
في آب 1968، شارك في مباراة للمنتخب الوطني أمام منتخب جمهورية جورجيا السوفيتية، وأحرز هدفا في المباراة التي انتهت لصالح العراق 0-2.
كما شارك في بطولة العالم العسكرية في اليونان سنة 1969، وسجل هدف العراق في مرمى اليونان، وقد حصل العراق على المركز الخامس.
كما شارك ضمن نادي الفرقة الثالثة في مباراة أمام منتخب قطر لكرة القدم بتاريخ 23 آذار 1969 وسجل هدفين في المباراة التي انتهت بفوز الفرقة الثالثة بثلاثة أهداف.

## وفاته
توفي في مستشفى اليرموك ببغداد في 22 حزيران 2020 بعد يوم واحد من وفاة اللاعب السابق أحمد راضي.